# Miñarro (linaje)
El linaje de los Miñarro es una histórica familia hidalga de origen navarro, asentada en Caravaca de la Cruz (Murcia) desde finales del siglo XV, que participó en la conquista del reino de Granada.

## Origen y asentamiento
La Enciclopedia General Ilustrada del País Vasco, el filólogo Jaime de Querexeta en su Diccionario Onomástico y Heráldico Vasco,y la Enciclopedia Auñamendi del País Vasco,establecen un origen vasco-navarro para el apellido Miñarro. 
Sin embargo, la principal concentración de este apellido se localiza según el censo de población a fecha 1 de enero de 2023, en la provincia de Murcia, donde actualmente reside el 44,3 % de los apellidados Miñarro a nivel nacional. Otros asentamientos menores aparecen en Jaén, Barcelona, Valencia y Madrid.

## Historia

Corona de Hidalgo

Miembros de este linaje empiezan a documentarse en Caravaca de la Cruz a partir de 1494 como caballeros de cuantía (Fernán y Juan Miñarro),quienes habrían participado en la guerra de Granada, y más concretamente en el sitio y posterior toma de Almería en 1488.

Cruz de la Orden de Santiago

A finales del siglo XV Caravaca era tierra de frontera, cuya fortaleza estaba encomendada a la Orden de Santiago, a cuya llamada acudieron numerosos caballeros atraídos por la guerra de Granada (1482-1492), que culminó con la toma de la capital granadina en 1492. Todos aquellos caballeros serían posteriormente heredados, repartiéndoles caballerías y peonías  con condición de avecindarse en la villa, fundar nueva casa solar y conservar la tierra por un período de tiempo determinado.

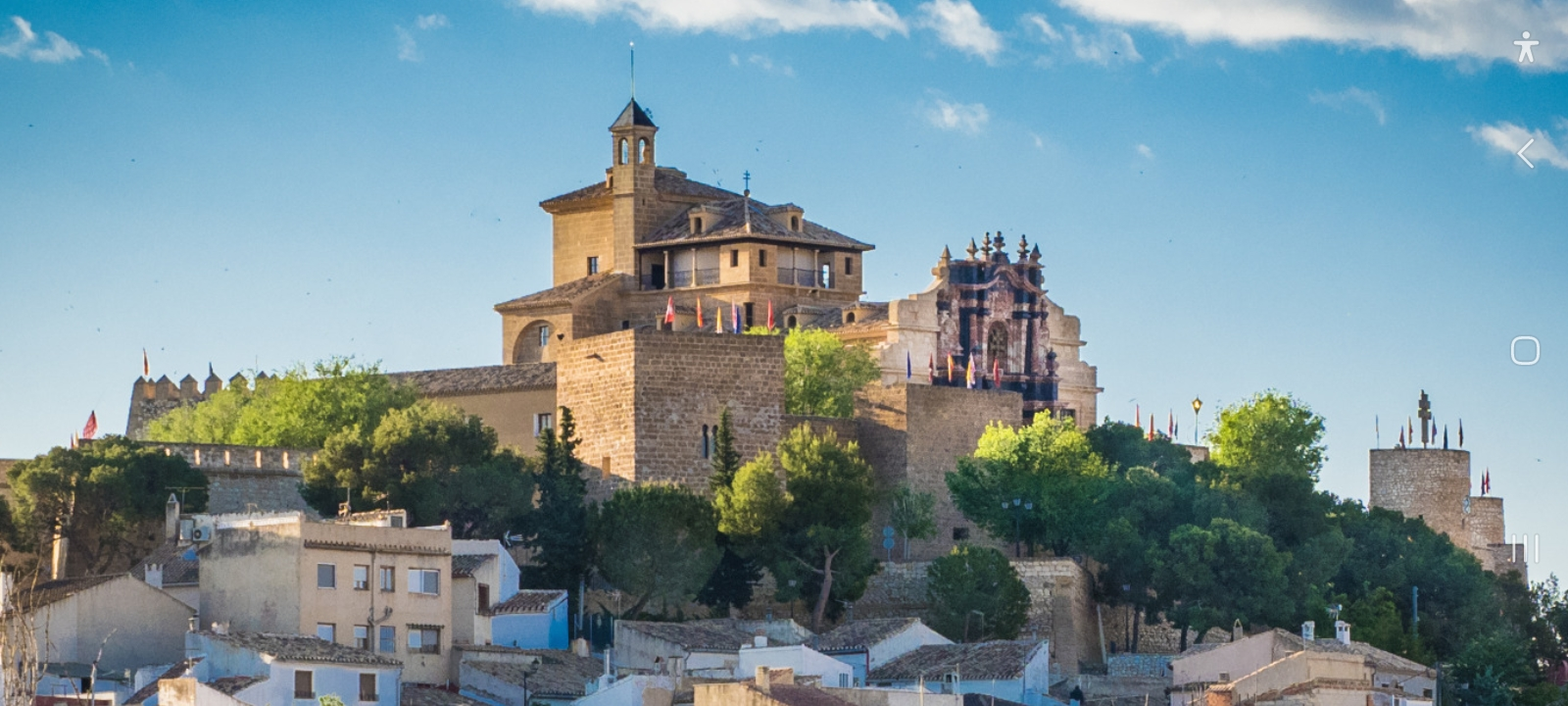
Castillo de Caravaca

Esta familia dejó sus tierras del norte para atender a la llamada de reconquista de las tierras del sur, lo que no solo podemos confirmar de manera indirecta por las caballerías o propiedades que, como recompensa, ya poseían al término de la campaña de Granada en 1492, sino también documentalmente, gracias a la petición realizada por Sancho Miñarro en 1517, quien como vecino de Caravaca, caballero de la Orden de Santiago, hidalgo y escudero, solicitó junto a otros hidalgos, la posibilidad de buscar señor fuera de la Orden, afirmando que sus antepasados habían luchado en la guerra de los moros.
Sancho había sido jurado de Caravaca en el año 1500,y otros parientes suyos aparecen como regidores,y propietarios de tierras en varias partidas de la ciudad,siendo esta familia una de las de mayor prestigio en la Caravaca del siglo XVI.Esto les permitió unirse a otros linajes de igual condición originando apellidos compuestos:los Robles-Miñarro, quienes en 1545 probaron su hidalguía ante la Real Chancillería de Granada donde se habían asentado tras recibir tierras después de la conquista;o los García-Miñarro, que se asentaron en Lorca a mediados del siglo XVI, y de los que una rama desplazada a Cehegín probó su hidalguía en 1741.

## En Lorca y Puerto Lumbreras
En 1565 nació en Lorca, Francisco, hijo de Bartolomé de Vera y Catalina García-Miñarro,quien adoptó el apellido materno,siendo el introductor del apellido en esta ciudad. Dos de sus nietos, Juan y Francisco García-Miñarro, son documentados en 1657 participando en una compañía militar para la defensa de la costa lorquina de un galeón moro que había sido avistado. Un siglo después, en 1741, se consideraba a esta familia una de las más antiguas y principales de Lorca.
Bartolomé García-Miñarro, otro nieto de Francisco, aunque nació, vivió y murió en Lorca, donde nacieron cinco de sus seis hijos, abrió casa en Caravaca, donde fue tenido por caballero hijodalgo, y donde en 1671 nació su hijo Sebastián Marcos García-Miñarro,Abogado de los Reales Consejos,quien el 6 de septiembre de 1705 contrajo matrimonio con María Ana de Cuenca Fernández Piñero,perteneciente a una de las más poderosas y nobles familias de Caravaca. Ambos fueron padres de Antonio Ventura García-Miñarro y Piñero, Regidor perpetuo de Caravaca,quien en 1741 y como nieto de Bartolomé, probó su hidalguía ante el concejo de Cehegín adonde se había trasladado.

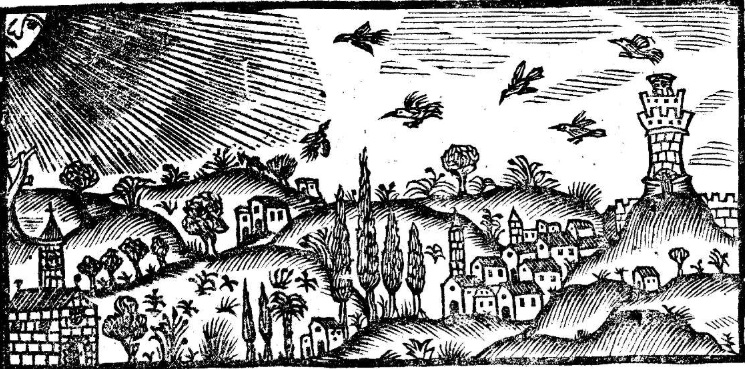
Grabado de Lorca en el siglo XVIII

Cabe destacar la figura de Miguel García-Miñarro (Lorca, c. 1715 - Puerto Lumbreras, 17 de diciembre de 1808 ), chozno de Francisco quien, con sus 16 hijos y 5 hijas habidos de sus tres matrimonios, introdujo y extendió enormemente el linaje por el municipio de Puerto Lumbreras, donde nacieron todos sus vástagos,aunque el apellido perdió allí su carácter compuesto, pues la mayoría de ellos fueron registrados simplemente como Miñarro. Descendientes suyos pasaron posteriormente a Jaén, Barcelona y Valencia.

## Miembros destacados
- Sancho Miñarro. Jurado de Caravaca de la Cruz en 1500, hidalgo y caballero de la Orden de Santiago, descendiente de los primeros pobladores de Caravaca que participaron en la guerra de Granada (1482-1492);

- Pedro Calderón Miñarro. Capitán de una de las cuatro Compañías que Lorca envió a Flandes en tiempos de Felipe II (1556 - 1598);[28] [29]

- Bartolomé García-Miñarro (Lorca, c. 1635 - c. 1710). Nació y murió en Lorca, aunque vivió algún tiempo en Caravaca, donde fue reputado como caballero hijodalgo notorio de sangre, libre y exento de cargas concejiles, pechos y repartimentos de pecheros. Contrajo matrimonio con Isabel de Guardiola con quien tuvo al menos 8 hijos (cuatro nacidos en Caravaca entre 1663 y 1671, y otros cuatro nacidos en Lorca entre 1674 y 1683), quienes extendieron su descendencia entre Lorca y Caravaca;

- Antonio Ventura García-Miñarro y Piñero (Caravaca, c. 1710 - 1746). Hijo de Sebastián García-Miñarro, abogado de los Reales Consejos, y nieto de Bartolomé. Hidalgo y Regidor perpetuo de Caravaca. El 23 de diciembre de 1741, la Real Chancillería de Granada expidió a su favor Real Provisión de hidalguía, reconociendo y amparando su condición, documento que fue remitido al concejo de Cehegín para su cumplimiento y registro;

- Ricardo Miñarro Montoya (Lorca, 1935 - Madrid, 2022). Jefe del Servicio Jurídico del Estado en la Audiencia Nacional, y desde 1995 Jefe de la abogacía del Estado en el Tribunal Supremo. Autor de diversas obras jurídicas, recibió en 1997 la Gran Cruz del Mérito Naval con distintivo blanco, y en 2003 por Real Decreto del Consejo de Ministros la Gran Cruz de la Orden de San Raimundo de Peñafort;[30]

- Francisco Miñarro López (Iznatoraf, Jaén, 1949), es un artista y cantante pop español;

- Luis Miñarro Albero (Barcelona, 1949). Productor de cine catalán. Ha sido miembro del jurado en los Festivales de Las Palmas de Gran Canaria 2007, San Sebastián y Locarno 2009;[31] [32]

- Juan Manuel Miñarro López (Sevilla, 29 de enero de 1954). Es un escultor e imaginero español discípulo de Francisco Buiza;

- Óscar Eduardo Miñarro (Buenos Aires, 1960). Sacerdote y obispo auxiliar de la diócesis de Merlo-Moreno en Argentina;[33]

- Carlos Miñarro García (Barcelona, 27 de marzo de 1971 - 8 de marzo de 2025). Doctor del primer equipo del FC Barcelona en la temporada 2024-25. Graduado en Medicina, entró en el club en 2017 y en julio de 2024 subió al primer equipo procedente de la sección de fútbol sala. Recientemente fue encontrado fallecido en la habitación de su hotel;[34]

- Jerónimo Miñarro Navarro (Lorca, Murcia, 19 de septiembre de 1977). Futbolista español, llegó a jugar en primera división española en el Valencia Club de Fútbol, de la mano de Claudio Ranieri, con tan sólo 19 años en la temporada 1997-1998.